# Jardin botanique de San Francisco

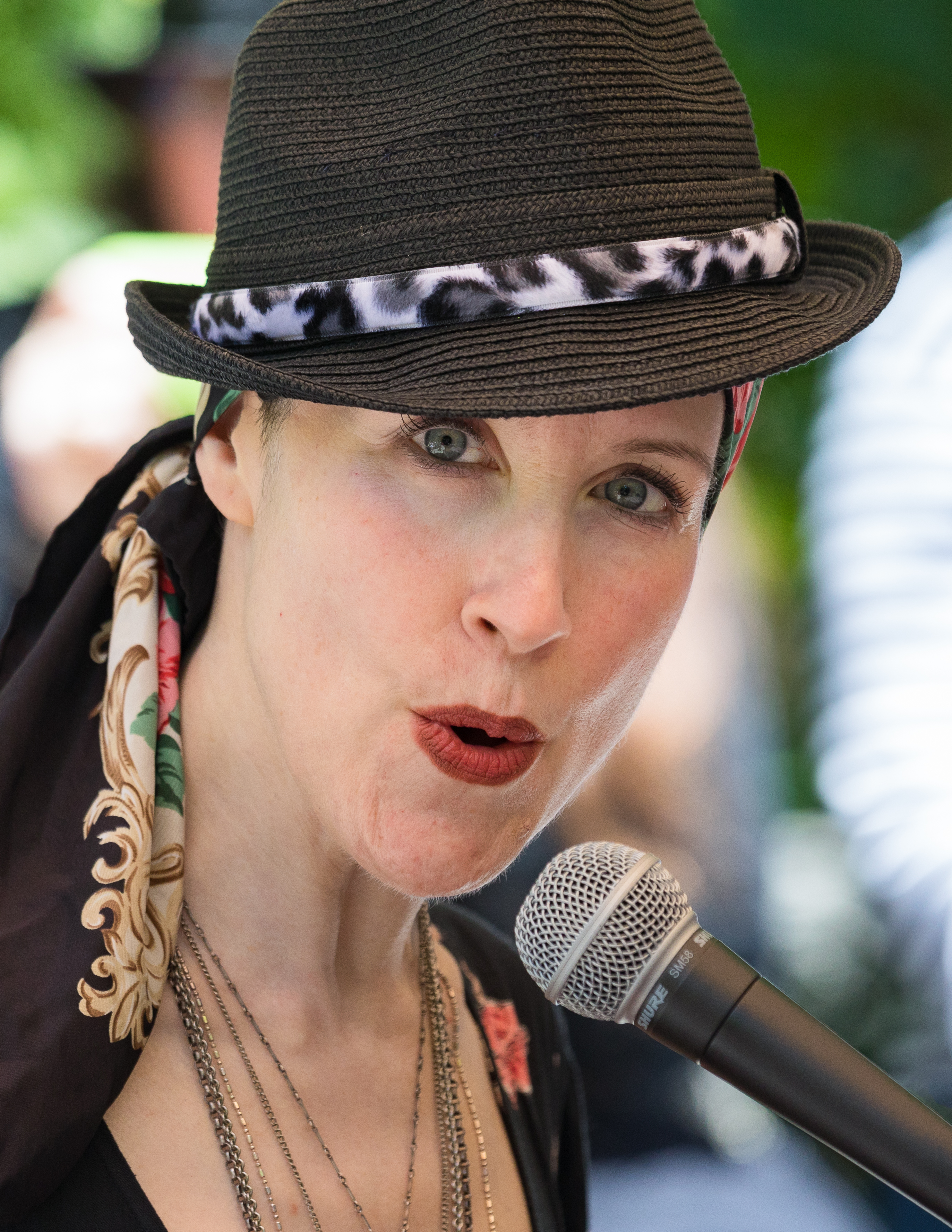
La chanteuse Jill Tracy au 4ème Flower Piano event (événement du piano des fleurs), dans le jardin botanique de San Francisco. Juillet 2018.

Le jardin botanique de San Francisco, appelé autrefois Strybing Arboretum est un grand jardin botanique situé dans le Golden Gate Park de San Francisco, en Californie, aux États-Unis. Il s'étend sur 22,3 hectares (223 000 m²) et comprend plus de 7 500 espèces. Il est le plus grand jardin botanique de la côte ouest des États-Unis.

## Historique
Le projet d'un jardin botanique à San Francisco est présenté dans les années 1890 par John McLaren, mais la construction ne commence qu'en 1926 après qu'Helene Strybing lègue des fonds pour sa création. La plantation commence en 1937 grâce à de nouveaux fonds, locaux ou de la WPA, et le jardin botanique ouvre officiellement en mai 1940.
Puisqu'il fait partie du Golden Gate Park, il est contrôlé par la ville de San Francisco, mais la SF Botanical Garden Society (autrefois la Strybing Arboretum Society) gère la Helen Crocker Russell Library of Horticulture, les ventes de plantes mensuelles, les programmes éducatifs pour enfants et adultes, ainsi qu'une librairie. La Société laisse aussi des fonds pour de nouveaux projets et des rénovations du jardin.